# Pilis
Pilis [piliš] (slovensky Piliš) je město v Maďarsku v župě Pest, spadající pod okres Monor, nacházející se asi 29 km jihovýchodně od Budapešti. Ačkoliv se město nazývá Pilis, nemá se stejnojmennými Pilišskými vrchy nic společného. V roce 2018 zde žilo 11 489 obyvatel, z nichž jsou 91,6 % Maďaři.
Pilis sousedí s městy Albertirsa, Monor a Újhartyán.

## Historie
Město bylo obydleno v prehistorických časech, ale bylo opuštěno v dobách římské říše. První zmíňky jsou v roce 1326. Pilis byl zničen v 16. století v dobách Osmanského Uherska, znovu přestavěn János Beleznay, lokálním vlastníkem půdy. Vzal Slováky z Horních Uher. Ve městě si pak postavil palác pro sebe a svoji rodinu roku 1717. Beleznay rodina potom v 19. století palác a jeho okolí prodala rodině Nyári, kteří palác přejmenovali na "Beleznay-Nyári palác".
I přes to že se v posledních stoletích etnicita ve městě změnila, je zde stále slovenská minorita obyvatel, která vede místní samosprávu a snaží se o zachování slovenských tradic a památkách ve městě.

## Pamětihodnosti
Ve městě se nachází dva kaštely; Beleznay–Nyáry a Beleznay (podle původních vlastnických rodů). Obě stavby jsou obklopeny parky. V centru města stojí rovněž evangelický kostel. Nachází se zde také divadlo Pála Cseranaie.

## Etymologie
Jméno pochází ze slova Pleš – člověk co nemá vlasy nebo místo kde není vegetace a je prázdno. V slovanských zemích je hodně podobných jmen, např. Pleš
Někteří poznamenávají litevské slovo "pilis" pro hrad.

## Doprava
Městem prochází jedna z hlavních maďarských železničních tratí, a to z Budapešti do Ceglédu. Je zde i zastávka pro Pilis. Východně od města ve stejném směru potom vede dálnice M4, kam je odvedena především tranzitní silniční doprava.

## Známí rodácí
- Pál Csernai (1932-2013) fotbalový hráč a manažer
- Tibor Csernai (1938-2012) fotbalový hráč
- Ján Geguš, kněz